# オステオレピス
オステオレピス (Osteolepis) は古生代デボン紀中期に生息していた魚類の絶滅した属。
体は細長く、鱗は菱形。鰭は葉のような形をしていた。全長は約20cm。南極に生息していたと思われる。